# Cerco de Sebastopol (1941–1942)
O Cerco de Sebastopol, também conhecido como A Defesa de Sebastopol (Russo: Оборона Севастополя, transliteração: Oborona Sevastopolya), começou em 30 de outubro de 1941 e durou até 4 de julho de 1942. Foi uma batalha militar na Frente Oriental da Segunda Guerra Mundial. A batalha foi travada pelo Eixo e o Exército Vermelho pelo controle de Sebastopol, um porto da Crimeia, no Mar Negro. No dia 22 de junho de 1941, as forças do Eixo invadiram a União Soviética durante a Operação Barbarossa. As forças terrestres do Eixo alcançaram a Crimeia no outono de 1941 e invadiram grande parte da área. O único objetivo que não estava nas mãos do Eixo era Sebastopol. Foram realizadas diversas ofensivas do Eixo para ocuparem a cidade em Outubro e Novembro de 1941. Um grande ataque foi planejado para o fim de novembro, mas chuvas pesadas adiaram o ataque até 17 de dezembro de 1941. Sob o comando de Erich Von Manstein, as forças do Eixo foram incapazes de capturar Sebastopol durante esta primeira ofensiva. As forças soviéticas realizaram um desembarque anfíbio na península da Crimeia em Querche, em dezembro de 1941 para aliviar o cerco e forçar as forças do Eixo à desviar seus recursos para defender seus territórios ocupados. Esta operação salvou Sebastopol por um tempo, mas a cabeça-de-ponte na Crimeia oriental foi eliminada em maio de 1942.
Após o fracasso da primeira investida em Sebastopol, as forças do Eixo optaram em realizar um cerco, até a metade de 1942, onde eles atacaram as forças soviéticas por meio de bombardeios aéreos e ataques terrestres. Em 2 de junho de 1942, iniciou-se a Operação Störfang, um bombardeio intenso por artilharia e pela Luftwaffe, no qual apenas sobraram aproximadamente 11 construções intactas no final da operação. A Luftwaffe foi vital nesta operação, com 23,751 operações aéreas e 20,528 toneladas de bombas lançadas apenas em Junho. As forças soviéticas e a Frota do Mar Negro resistiram por semanas diante ao bombardeio.
Finalmente, em 4 de julho de 1942, as forças soviéticas restantes se renderam e os alemães ocuparam o porto. O Exército Costeiro Independente soviético foi aniquilado, com 118 000 soldados mortos, feridos ou capturados durante a última ofensiva e 200 481 baixas no cerco como um todo. As baixas do Eixo durante a Operação Störfang chegaram à 35 866 homens, no qual 27 412 eram alemães e 8 454 eram romenos. Com o último bolsão de resistência na Crimeia eliminado, as forças do Eixo mudaram seu foco para a grande ofensiva do verão neste ano, Fall Blau e a ofensiva para tomar os campos petrolíferos no Cáucaso.

## Antecedentes
A base naval soviética era uma das fortificações mais poderosas do mundo. O local, extremamente montanhoso e com o terreno erodido tornam o avanço terrestre extremamente difícil. Os penhascos que vigiavam a ancoragem tornam os ataques anfíbios igualmente dificultoso. A Marinha Soviética se aproveitou destas defesas naturais e modernizou o porto e instalou baterias costais pesadas, consistindo de canhões de navios de guerra de 305 mm e 180 mm readaptados para serem instalados em terra. As baterias costais foram protegidas por fortificações de concreto de até 25 cm de grossura.
O porto era de extrema importância, pois sua posição poderia permitir que o Eixo conduzisse operações navais e aéreas de longa-distância contra o Cáucaso e suas montanhas. Além disso, a Força Aérea Soviética utilizava a Crimeia como base para atacar os campos petrolíferos romenos, especialmente Ploeisti, no qual ataques navais e aéreos destruíram aproximadamente 10 000 toneladas de petróleo, uma das únicas fontes de petróleo para a Alemanha Nazista durante a Segunda Guerra Mundial.
Desde o início da Barbarossa, a ofensiva contra a USSR, a OKW não considerou seriamente a Crimeia como um objetivo, os estrategistas alemães assumiram que esta área seria ocupada em operações seguintes, de menor importância, visto que era esperado que após o exército soviético, localizado no oeste do Rio Dniepre, fosse eliminado, o Eixo facilmente iria capturar a Crimeia como um todo. Mas em junho, logo depois dos ataques aéreos na Romênia, Hitler ordenou em sua Diretiva nº 33 a captura da Ucrânia e a Crimeia como alvos vitais para o sucesso da Operação Barbarossa.
A OKH emitiu uma ordem que dizia que a Crimeia fosse capturada o mais cedo possível, para evitar mais danos nos campos petrolíferos na Romênia, algo vital para o Exército Alemão. Impaciente com a demora do ataque, Hitler repetiu sua ordem em 12 de agosto de 1941 que a Crimeia deveria ser capturada imediatamente. Mais de um mês depois, após a captura de Kiev, o generaloberst Erich Von Manstein foi nomeado comandante do 11º Exército Alemão em 17 de setembro. Uma semana depois, Manstein decidiu atacar a Crimeia. Uma intensa batalha se desenrolou, com grandes perdas humanas e materiais nos dois lados. Diversos contra-ataques soviéticos foram repelidos e dois exércitos soviéticos foram completamente destruídos. 30,000 soldados do Eixo foram mortos, feridos ou desapareceram. Em 1 de novembro, a capital Simferopol foi capturada e após a queda de Querche em 16 de novembro, Sebastopol era a única cidade na Crimeia em mãos soviéticas.
Ao fim de outubro de 1941, o Exército Independente Costeiro, com 32 000 soldados e sendo comandado pelo Major-General Ivan Yefimovich Petrov, chegou em Sebastopol por mar após uma evacuação de suas forças em meio de uma batalha feroz em Odessa. Petrov imediatamente começou a erguer fortificações terrestres que levam à Sebastopol. O objetivo dele era atrasar o avanço das forças do Eixo para o porto ao criar três linhas de defesa, com a maior tendo 16 km de distância do porto em si. As forças soviéticas, constituídas pelo 51º Exército e uma pequena parte da Frota do Mar Negro foram derrotados na Crimeia em outubro e foram evacuados em dezembro, deixando as forças de Petrov como a principal força de defesa. Após ocupar o resto da Crimeia em 26 de setembro - 16 de novembro, o 3º Exército Romeno e o 11º Exército Alemão se preparam para uma ofensiva com o objetivo de tomar o porto em Sebastopol. o 11º Exército Alemão era a unidade mais fraca do fronte, com apenas 7 divisões de infantaria. Os romenos contribuíram com uma grande quantidade de homens, mas estão armados com equipamentos leves e havia uma escassez extrema de artilharia pesada. Na metade de Outubro, o clima se tornou desfavorável para o Eixo e chuvas pesadas adiaram a ofensiva. Isso deu para o Vice-Almirante Filipp Oktyabrsky, comandante da Frota do Mar Negro, tempo o suficiente para trazer homens e suprimentos de Novorossisk. No dia 17 de dezembro, o clima se clareou e então, o Eixo pôde começar a se preparar para uma grande ofensiva.

## Forças envolvidas

### Eixo
O 11º Exército Alemão, comandado por Erich Von Manstein, cercou Sebastopol. Ao fim da última ofensiva em junho de 1942, o 11º Exército possuía 9 divisões de infantaria alemãs em dois Corpos de Exército, e um Corpo de Exército Romeno, este sendo o 7º Corpo de Exército de Montanha Romeno. A Luftwaffe deu um grande apoio durante o cerco e nas ofensivas. A Oberkommando der Luftwaffe (OKL) enviou a Fliegerkorps VIII, da Luftflotte 4, para apoio. Ela consistia de nove Geschwader, com 600 aeronaves, todas sob o comando do generaloberst Wolfram von Richthofen. Dentro deste contingente de forças na Geschwader, estava uma poderosa concentração de bombardeiros médios, bombardeiros de mergulho e torpedeiros. O apoio naval foi dado pelo 101º Esquadrão Italiano, sob o comando de Francesco Mimbelli. O Esquadrão consistia de quatro barcos torpedeiros, cinco Barchino Esplosivos (barcos explosivos), seis minissubmarinos classe-CB e um pequeno número de submarinos costeiros de 35 toneladas e barcos MAS (Motoscafo Armato Silurante). Este esquadrão foi o único apoio naval enviada no cerco. Apesar da Bulgária tecnicamente não estar em guerra com a União Soviética, seus marinheiros trabalharam junto com a Wehrmacht, e embora não estar preparada para o combate, a Bulgária permitiu que o comando naval do Eixo (Admiral Schwarzes Meer, Almirante do Mar Negro) operasse nas águas do Mar Negro em suas bases.
Ordem de Batalha do Eixo:
- 11º Exército Alemão
  - 306º Exército de Comando de Artilharia[15]
    - Parte do 672º Batalhão de Artilharia—um Schwerer Gustav Dora
    - 833º Batalhão de Morteiros Pesados—dois Karl Gerät
    - 688ª Bateria de Artilharia Ferroviária—três 28 cm Ig.Br.K (28 cm schwere Bruno Kanone)
    - 458ª Bateria de Artilharia Pesada—um 42 cm Haubitze(t)
    - 459ª Bateria de Artilheria Pesada—um 42 cm Gamma Mörser
    - 741º, 742º e 743º Batalhões de Artilharia—cada um com quatro 28 cm Hb.
    - 744º Batalhão de Artilharia—dois 28 cm Küst, Hb.
    - 624º Batalhão de Artilharia Pesada—seis 30,5 cm Mrs. e nove 21 cm Mrs.
    - 641º Batalhão de Artilharia Pesada—quatro 30,5 cm Mrs. e um 35,5 cm Haubitze M1.
    - 815º Batalhão de Artilharia Pesada—seis 30,5 cm Mrs.

  - LIV Corpo de Exército Alemão[16]
    - 22ª Divisão de Infantaria
    - 24ª Divisão de Infantaria
    - 50ª Divisão de Infantaria
    - 132ª Divisão de Infantaria;

  - XXX Corpo de Exército Alemão[17]
    - 28ª Divisão de Infantaria Leve
    - 72ª Divisão de Infantaria
    - 170ª Divisão de Infantaria
    - 22ª Divisão Panzer
    - Stürmgeschutz-Abteilung 190
    - Stürmgeschutz-Abteilung 197
    - Stürmgeschutz-Abteilung 249
    - 46ª Divisão de Infantaria
- Exército Romeno[11]
  - 3º Exército
    - 7º Corpo de Exército de Montanha Romeno
      - 1ª Divisão de Infantaria de Montanha
      - 4ª Divisão de Infantaria
      - 18ª Divisão de Infantaria
- Regia Marina Italiana
  - 101º Esquadrão Naval
- Luftwaffe
  - Luftflotte 4
  - Fliegerkorps VIII
    - Schlachtgeschwader 1
    - Lehrgeschwader 1
    - Kampfgeschwader 26
    - Kampfgeschwader 51
    - Kampfgeschwader 55
    - Kampfgeschwader 76
    - Kampfgeschwader 100
    - Sturzkampfgeschwader 77
    - Jagdgeschwader 77
    - Jagdgeschwader 3
    - Jagdgeschwader 52

### Soviéticas
A maior parte da defesa de Sebastopol foi providenciada pela Frota do Mar Negro e o Exército Independente Costeiro, sob comando de Ivan Yefimovich Petrov (cujas forças foram evacuadas do Cerco de Odessa). A Frota do Mar Negro enviou 49 372 marinheiros para lutar como infantaria. A maioria das forças não foram treinadas para combates terrestres, visto que este fora um ato de emergência. As brigadas navais formaram de quatro a seis batalhões de 4 000 homens, algo que os permitiu absorver suas perdas em combate.  Estas forças estavam bem armadas, possuindo uma grande variedade de batalhões de morteiros e artilharia. Quase 20 porcento do Exército Costeiro eram marinheiros, No Exército Independente Costeiro, as divisões mais poderosas eram a 95ª, 109ª, 172ª e a 388ª divisões de rifle. Cada uma havia aproximadamente 7 000 soldados, o resto das unidades do Exército Vermelho haviam 5 000 homens. Cerca de 5 000 reforços chegaram em Sebastopol em maio de 1942. No entanto, o exército de Petrov carecia de de tanques e armas anti-tanque. A guarnição também estava com uma escassez de comida e munição de morteiros, algo que enfraqueceu de forma extrema a força operacional soviética. A falta de comunicações entre os quartéis-generais e as linhas de frente também interferiam na capacidade operacional das forças. Petrov tinha dificuldade de responder rapidamente diante aos ataques inimigos.
Ordem de Batalha Soviético:
Exército Vermelho:
- Baterias Costeiras:
  - 12 batalhões
  - 3 baterias
- Setor de Defesa I:
  - 109ª Divisão de Infantaria
  - 388ª Divisão de Infantaria
- Setor de Defesa II:
  - 386ª Divisão de Infantaria
  - 7ª Brigada de Infantaria Naval
- Setor de Defesa III: 
  - 25ª Divisão de Infantaria
  - 345ª Divisão de Infantaria
  - 8ª Brigada de Infantaria Naval
  - 79ª Brigada de Infantaria Naval
- Setor de Defesa IV: 
  - 95ª Divisão de Rifles
  - 172ª Divisão de Rifles

Força Aérea Soviética e Aviação Naval Soviética:
- 3º Grupo Especial de Aviação
- 6º Regimento Naval de Caças da Guarda
- 9º Regimento de Caças Navais
- 247º Regimento de Caças
- 18º Regimento de Ataque Terrestre
- 23º Regimento de Aviação
- 32º Regimento de Caças da Guarda
- 116º Regimento de Reconhecimento Marítimo

Frota do Mar Negro Soviético:
- Um couraçado
- Dois cruzadores pesados
- Um cruzador rápido
- Dois Líderes de Flotilha
- Seis contratorpedeiros
- Nove navios varredores
- Um navio de guarda
- 24 submarinos